# Fiat Punto II
Pour les articles homonymes, voir Fiat Punto.

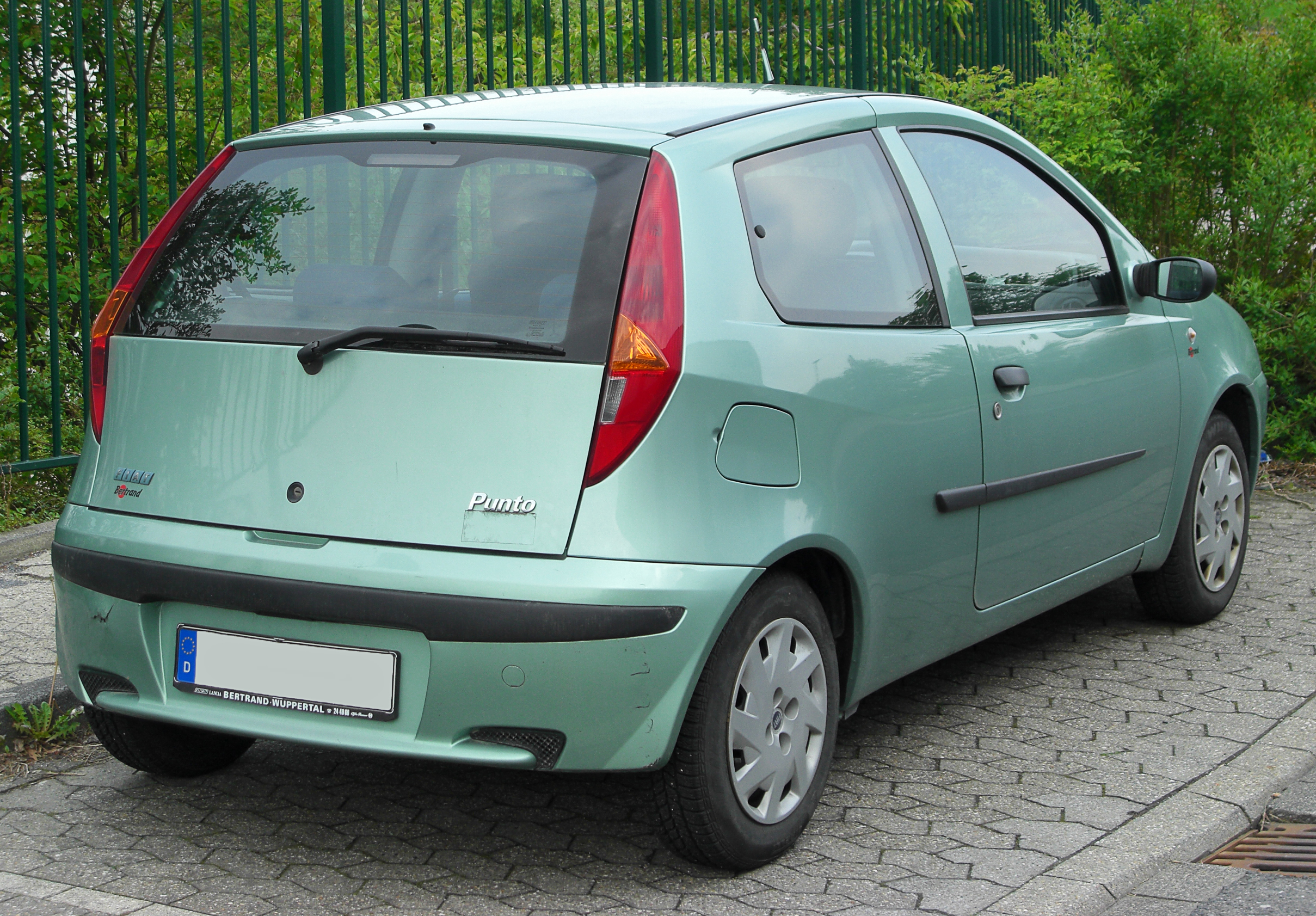
Fiat Punto II phase 1, 3 portes

La Fiat Punto II est une citadine polyvalente développée par le constructeur automobile italien Fiat, fabriquée de 1999 à 2012.

## Fiat Punto II
Sortie durant l'été 1999, à l'occasion du centenaire de la marque, la deuxième génération de Fiat Punto connait un grand succès en Europe avec une production annuelle de 500 000 exemplaires. 
Disponible en 3 et 5 portes, la première version possède des lignes tendues et anguleuses alors que la seconde est plus classique et cossue, dans la continuité de la première Punto. À l'avant, les phares transparents horizontaux avec fond noir affirment le dynamisme de la citadine turinoise. À l'arrière, les phares verticaux se détachent du hayon sur la 3 portes.
L'habitacle est vaste et lumineux. La Punto propose la plus grande habitabilité de la catégorie composée principalement de la Peugeot 206 et de la Renault Clio II. La qualité est en hausse. La planche de bord arrondie bi-tons gris clair et gris foncé contraste avec la console centrale noire.
Dès son lancement, la Punto II proposait cinq motorisations : quatre moteurs essence de 60, 80, 95 ch et la version sportive de 130 ch et trois moteurs Diesel de 60, 80 (85 ch depuis 2002) et 100 ch. 
Les versions sorties en 2000 et 2001 (60 ch exclusivement) souffrent de problèmes récurrents de joints de culasse défectueux.  
En juin 2003, la Punto s'offre un restylage pour contrer le ralentissement des ventes. La face avant se germanise : immense calandre qui met en valeur le nouveau sigle rond sur fond bleu de la marque, phares de grandes dimensions rappelant ceux de la Volkswagen Polo III phase II. À l'arrière, les changements sont minimaux : baguettes de protection affinées, mise en place de catadioptres, logo de la marque sur le hayon. Sur la version 3 portes, les groupes optiques se prolongent sur le hayon, et deviennent rouges. Les contre-portes sont modifiés. Enfin, de nouveaux moteurs sont adoptés : 1.3 JTD 70 ch, 1.4 16v 95 ch et 1.9 JTD 100 ch.
Octobre 2005 voit l'arrivée de sa remplaçante, la Grande Punto, véritable succès en Europe. Elle ne sonnera pourtant pas le glas de l'ancienne Punto, qui reste au catalogue (à l'instar des Renault Clio II et Peugeot 206), devenant ainsi une offre d'accès à la gamme pour les clients ne bénéficiant pas d'un budget suffisant pour acheter la Grande Punto. La gamme est pour l'occasion simplifiée. Restent trois motorisations : 1,2 litre 8V essence et Natural Power (GNV), et 1,3 litre 16v Multijet. La seule finition proposée est appelée « Cult », et l'auto prend le nom de Punto « Classic ».
En 2008, les logos sont maintenant rouges.
Octobre 2009 sonnera le glas de ce modèle qui disparaîtra du catalogue Fiat au profit de la Punto Evo, devenue le centre de la gamme, et la Grande Punto sera quant à elle relayée à une seule finition, la Grande Punto Cult (disponible en 3 ou 5 portes avec trois motorisations, une essence, deux Diesel). Mais la production de la Punto classic a perduré jusqu'en 2012, même si les ventes ont été stoppées en Europe en 2010, mais les Punto 2 continuent d'être exportées jusqu'en 2012, notamment dans les pays du Maghreb.

## Motorisations disponibles de 1999 à 2005
D'après.
|                               | 1,2 L 8V (Essence) | 1,2 L 16V (Essence) | 1,4 L (Essence) | 1,8 L 16V HGT (Essence) | 1,9 L Diesel (Diesel) | 1,9 L JTD80 avant 2002 (Diesel) | 1,9 L JTD85 après 2002 (Diesel) | 1,3 L JTD90 16V (Diesel) |
| ----------------------------- | ------------------ | ------------------- | --------------- | ----------------------- | --------------------- | ------------------------------- | ------------------------------- | ------------------------ |
| Puissance (ch)                | 60                 | 80                  | 95              | 130                     | 60                    | 80                              | 85                              | 90                       |
| Couple (N m)                  | 102                | 114                 | 128             | 164                     | 118                   | 196                             | 200                             | 238                      |
| Vitesse max (km/h)            | 155                | 178                 | 180             | 205                     | 155                   | 173                             | 172                             | 175                      |
| 0 à 100 km/h (s)              | 14,3               | 11,4                | 9,9             | 8,6                     | 15                    | 12,2                            | 11,9                            | 12,8                     |
| Consommation mixte (L/100 km) | 5,7                | 6,0                 | 6,1             | 8,3                     | 5,7                   | 4,9                             | 4,9                             | 5,9                      |
| Émission CO2 (g/km)           | 136                | 142                 | NC              | 197                     | 150                   | 130                             | 130                             |                          |

### Caractéristiques techniques des moteurs essence
|                                        | 1,2 L 60                          | 1,2 L 8V                          | 1,2 L 8V GNV Natural Power        | 1,2 L 16V 80                      | 1,4 L 16V                         | 130 16V HGT                       |
| -------------------------------------- | --------------------------------- | --------------------------------- | --------------------------------- | --------------------------------- | --------------------------------- | --------------------------------- |
| Période                                | 9/1999 à 6/2003                   | 6/2003 à 8/2009                   | 1/2006 à 8/2009                   | 9/1999 à 3/2002                   | 6/2003 à 9/2005                   | 9/1999 à 6/2003                   |
| Identification                         | 188 A4.000                        | 188 A4.000                        | 188 A4.000                        | 188 A5.000                        | 843 A1.000                        | 183 A1.000 - 188 A6.000           |
| Norme de rejets                        | Euro 3                            | Euro 3 – Euro 4                   | Euro 3 – Euro 4                   | Euro 3                            | Euro 3                            | Euro 3                            |
| Architecture                           | 4-cylindres en ligne              | 4-cylindres en ligne              | 4-cylindres en ligne              | 4-cylindres en ligne              | 4-cylindres en ligne              | 4-cylindres en ligne              |
| Cylindrée (cm3)                        | 1 242                             | 1 242                             | 1 242                             | 1 242                             | 1 368                             | 1747                              |
| Alésage × course (mm)                  | 70,8 × 78,86                      | 70,8 × 78,86                      | 70,8 × 78,86                      | 70,8 × 78,86                      | 72,0 × 84,0                       | 82,0 × 82,7                       |
| Distribution / soupapes                | 1 ACT / 8V                        | 1 ACT / 8V                        | 1 ACT / 8V                        | 2 ACT / 16V                       | 2 ACT / 16V                       | 2 ACT / 16V                       |
| Taux de compression                    | 9,5 : 1                           | 9,8 : 1                           | 9,8 : 1                           | 10,6 : 1                          | 11,0 : 1                          | 10,3 : 1                          |
| Alimentation                           | Injection électronique multipoint | Injection électronique multipoint | Injection électronique multipoint | Injection électronique multipoint | Injection électronique multipoint | Injection électronique multipoint |
| Suralimentation                        | Non                               | Non                               | Non                               | Non                               | Non                               | Non                               |
| Puissance maxi CEE en ch (kW) à tr/min | 60 (44) à 5 000                   | 60 (44) à 5 000                   | 52 (38) à 5 000                   | 80 (59) à 5 000                   | 95 (70) à 5 800                   | 130 (96) à 6 300                  |
| Couple maxi CEE (N m) à (tr/min)       | 102 à 2 500                       | 102 à 2 500                       | 88 à 3 000                        | 114 à 4 000                       | 128 à 4 500                       | 164 à 4 300                       |

### Caractéristiques techniques des moteurs Diesel
| Moteur                                 | 1.3 JTD 70 MultiJet 16V   | D 60 1.9 D           | 1.9 JTD 80                                      | 1.9 JTD 85                                      | 1.9 JTD 100                                     |
| -------------------------------------- | ------------------------- | -------------------- | ----------------------------------------------- | ----------------------------------------------- | ----------------------------------------------- |
| Période                                | 6/2003 à 8/2009           | 9/1999 à 6/2003      | 9/1999 à 3/2002                                 | 3/2002 à 9/2004                                 | 6/2003 à 9/2004                                 |
| Identification                         | 188 A9.000                | 188 A3.000           | 188 A2.000                                      | 188 A7.000                                      | 188 B2.000                                      |
| Norme de rejets                        | Euro 3 – Euro 4           | Euro 3               | Euro 3                                          | Euro 3                                          | Euro 3                                          |
| Architecture                           | 4-cylindres en ligne      | 4-cylindres en ligne | 4-cylindres en ligne                            | 4-cylindres en ligne                            | 4-cylindres en ligne                            |
| Cylindrée (cm3)                        | 1 248                     | 1 910                | 1 910                                           | 1 910                                           | 1 910                                           |
| Alésage × course (mm)                  | 69,6 × 82,0               | 82,0 × 90,4          | 82,0 × 90,4                                     | 82,0 × 90,4                                     | 82,0 × 90,4                                     |
| Distribution / soupapes                | 2 ACT / 16v               | 1 ACT / 8V           | 1 ACT / 8V                                      | 1 ACT / 8V                                      | 1 ACT / 8V                                      |
| Taux de compression                    | 18,0 : 1                  | 22,6 : 1             | 18,45 : 1                                       | 18,45 : 1                                       | 18,0 : 1                                        |
| Alimentation                           | Injection à rampe commune | Injection indirecte  | Injection directe à rampe commune (Common Rail) | Injection directe à rampe commune (Common Rail) | Injection directe à rampe commune (Common Rail) |
| Suralimentation                        | 1 turbocompresseur        | –                    | 1 turbocompresseur                              | 1 turbocompresseur                              | 1 turbocompresseur                              |
| Puissance maxi CEE en ch (kW) à tr/min | 70 (51) à 4 000           | 60 (44) à 4 500      | 80 (59) à 3 000                                 | 85 (63) à 3 500                                 | 100 (74) à 4 000                                |
| Couple maxi CEE (N m) à (tr/min)       | 180 à 1 750               | 118 à 2 250          | 196 à 1 500                                     | 196 à 1 500                                     | 260 à 1 750                                     |

## Motorisations disponibles à partir de 2005 (version unique Cult)
|                               | 1,2 L 8V (Essence) | 1,2 L 8V Natural Power (GNV) | 1,3 L 16V Multijet (Diesel) | 1,9 L 8V 100 (Diesel) |
| ----------------------------- | ------------------ | ---------------------------- | --------------------------- | --------------------- |
| Puissance (ch)                | 60                 | 60                           | 70                          | 100                   |
| Couple (N m)                  | 102                | 102                          | 180                         | 259                   |
| Vitesse max (km/h)            | 165                | 165                          | 164                         | 182                   |
| 0 à 100 km/h (s)              | 14,3               | 14,3                         | 13,4                        | 9,5                   |
| Consommation mixte (L/100 km) | 5,7                | 5,7                          | 4,5                         | 5,5                   |
| Émission CO2 (g/km)           | 136                | 136                          | 119                         | 146                   |

## Galerie

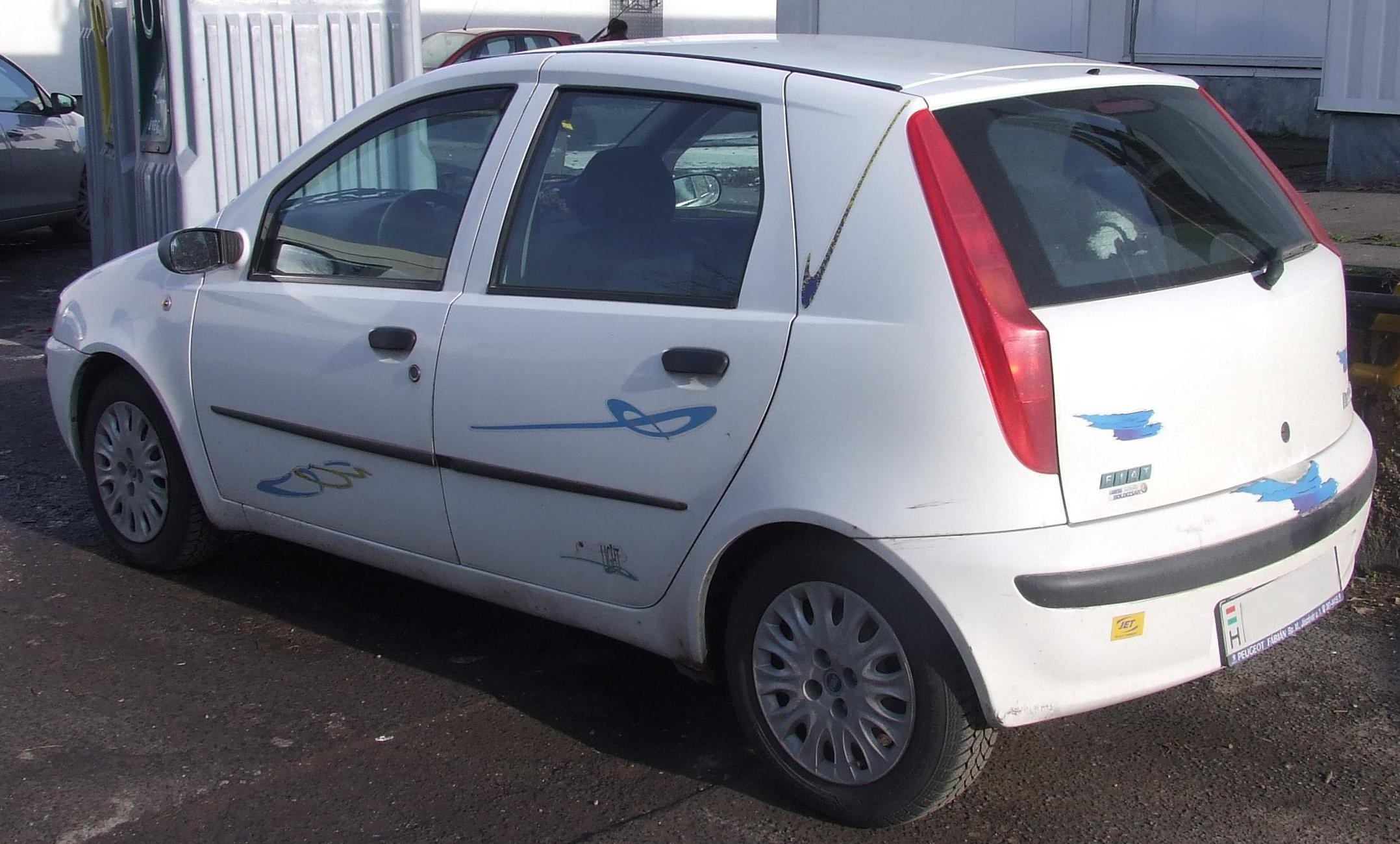
Fiat Punto II phase 1, 5 portes.
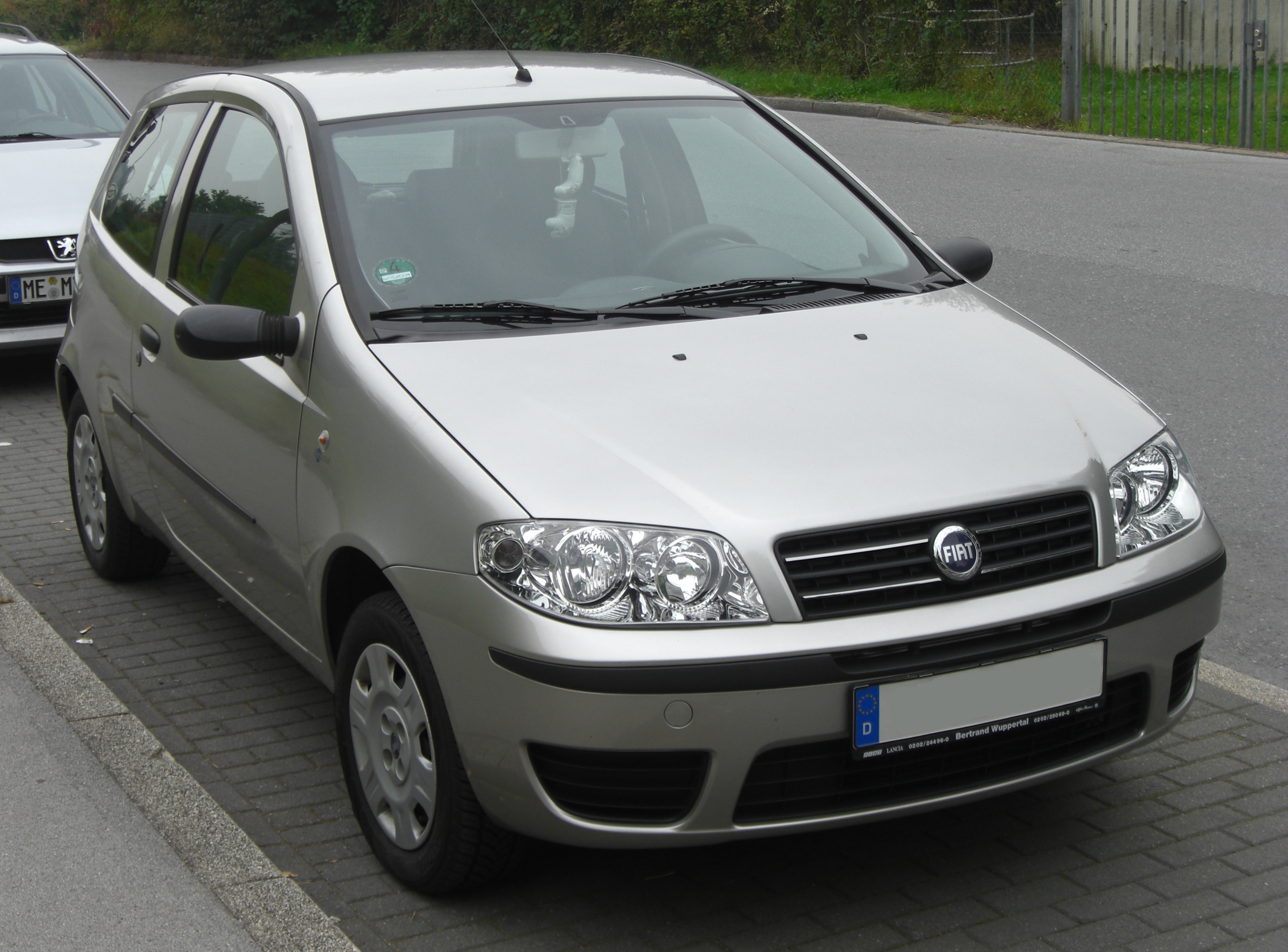
Fiat Punto II phase 2, 3 portes.
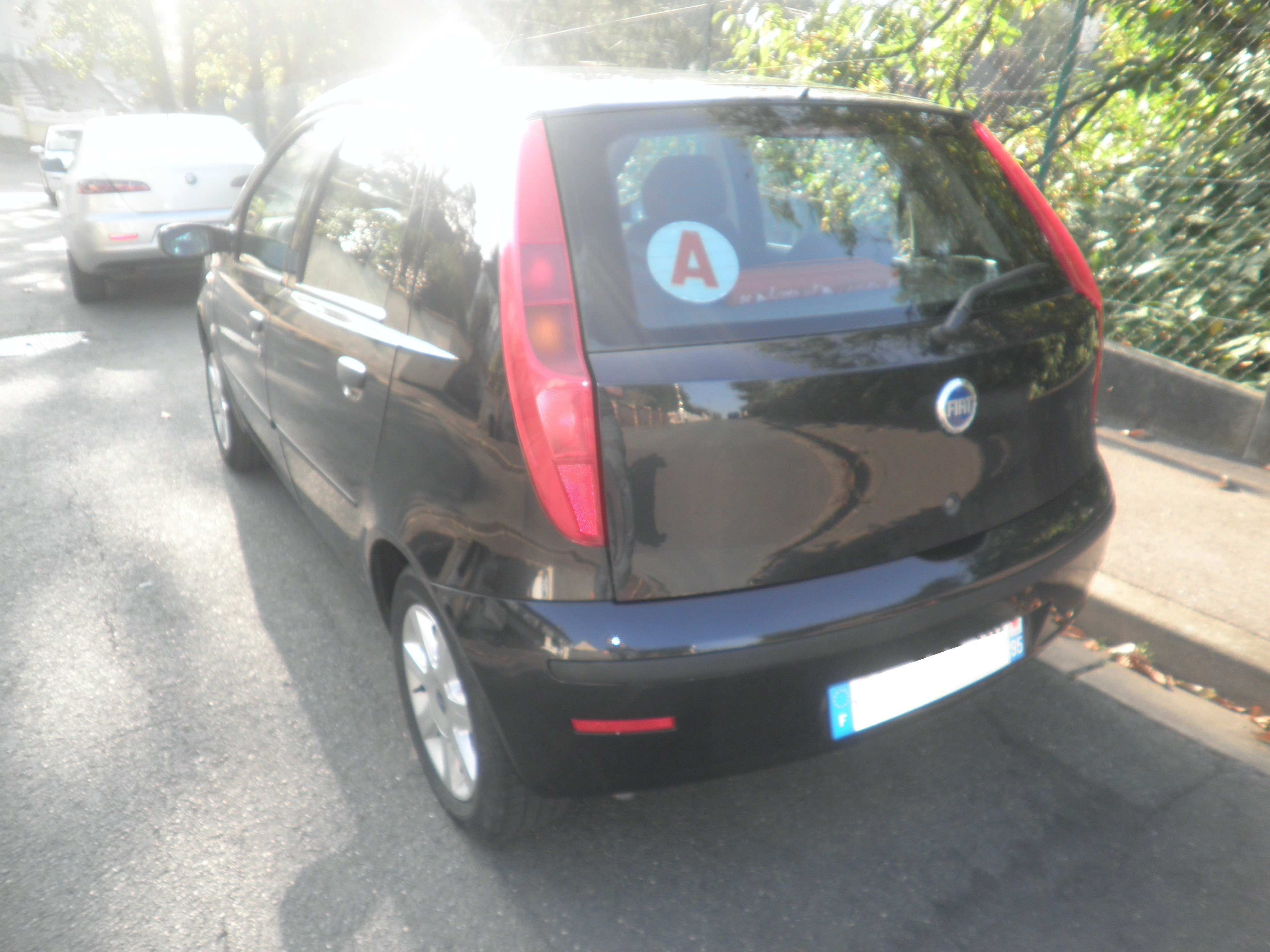
Fiat Punto II phase 2, 5 portes.
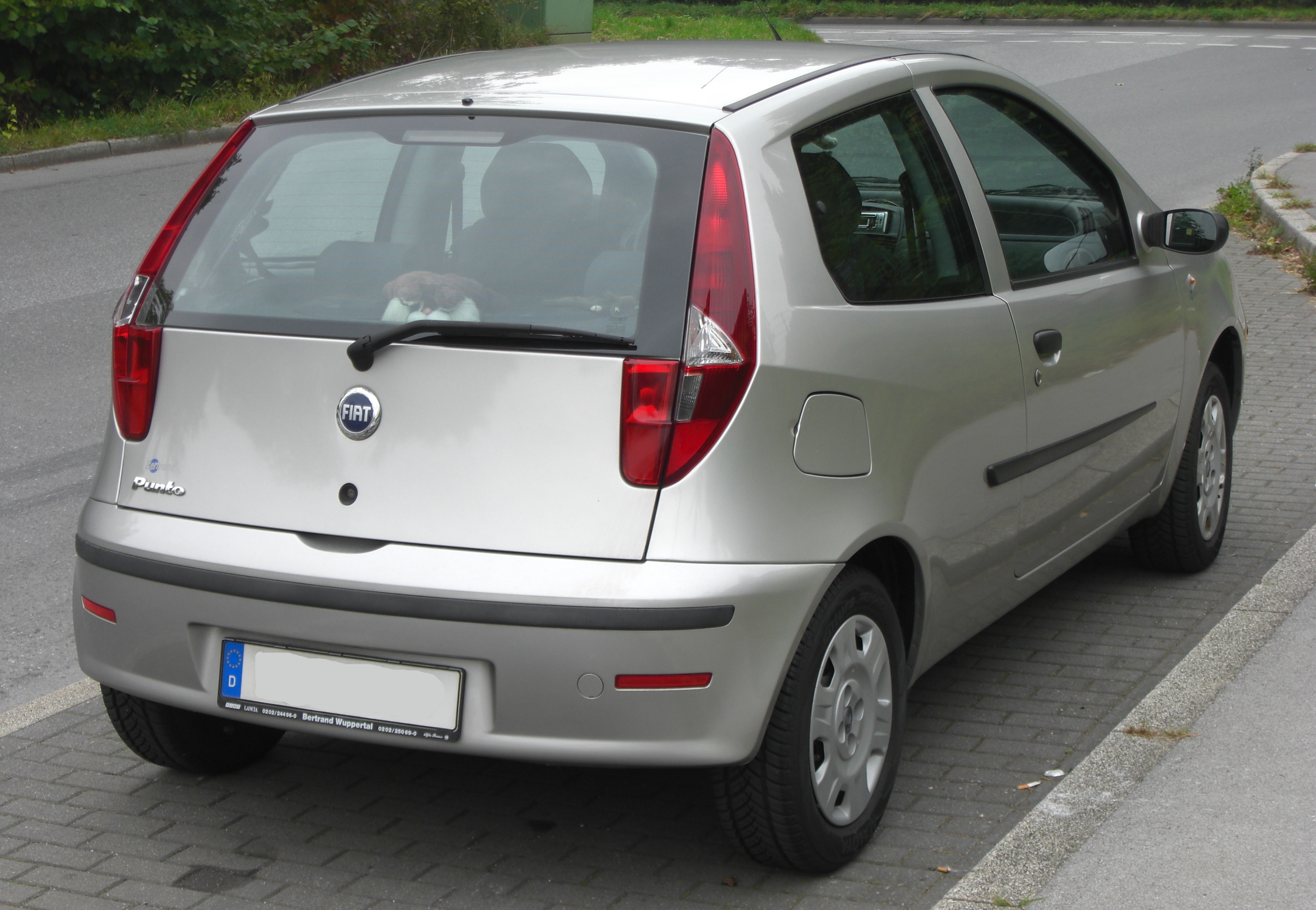
Fiat Punto II phase 2, 3 portes.
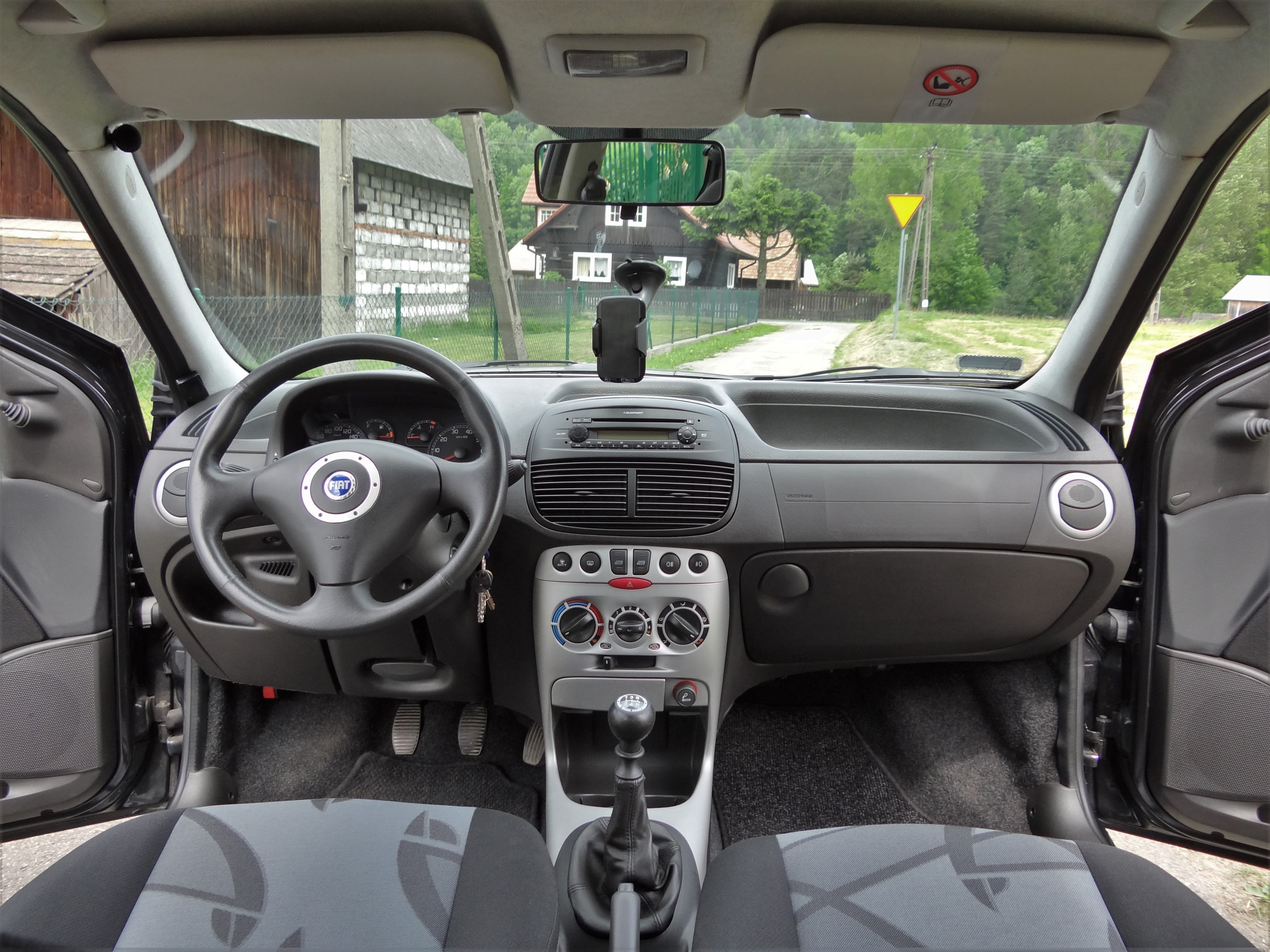
Intérieur Fiat Punto II phase 2
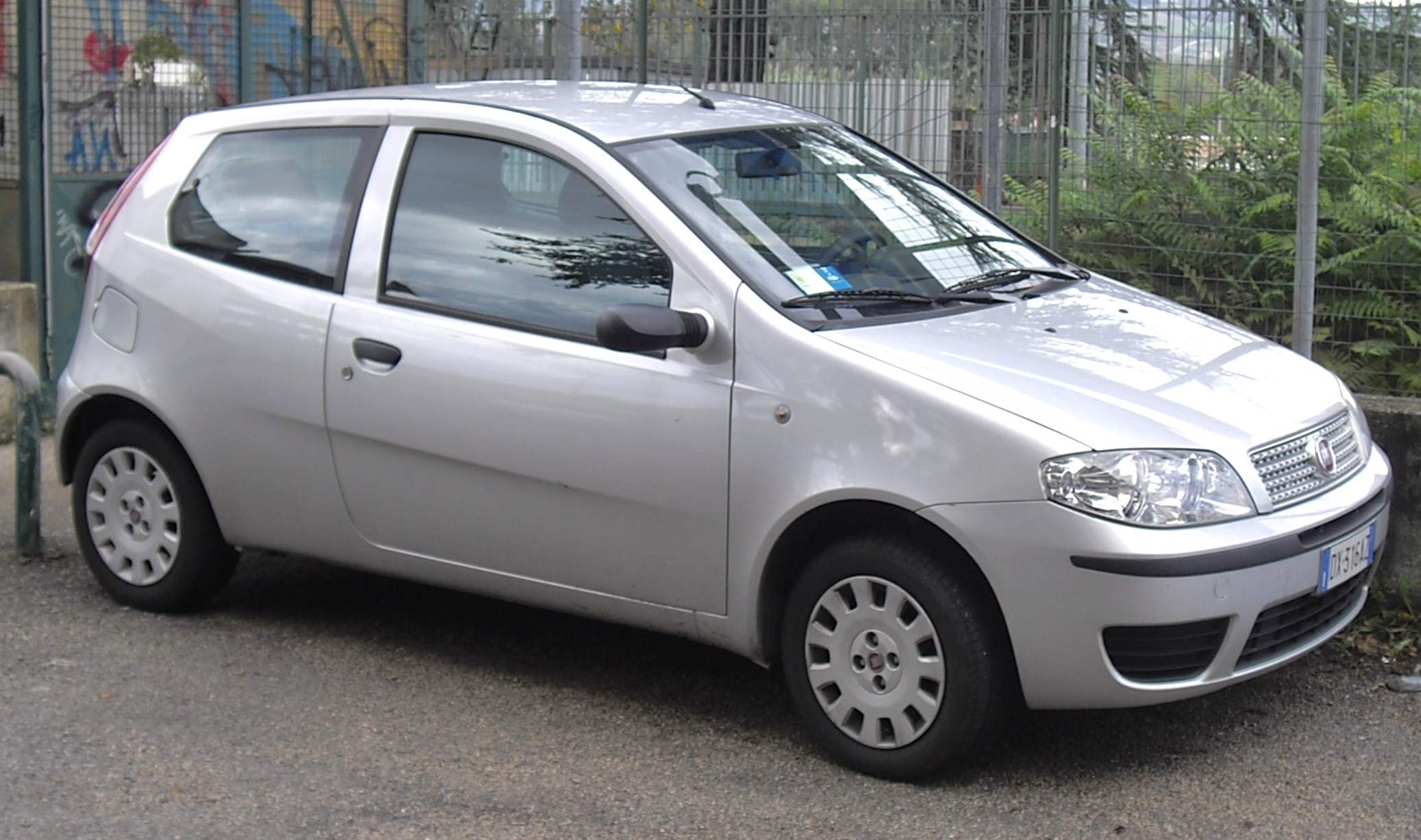
Fiat Punto II phase 2.1, 3 portes (à partir de 2007).
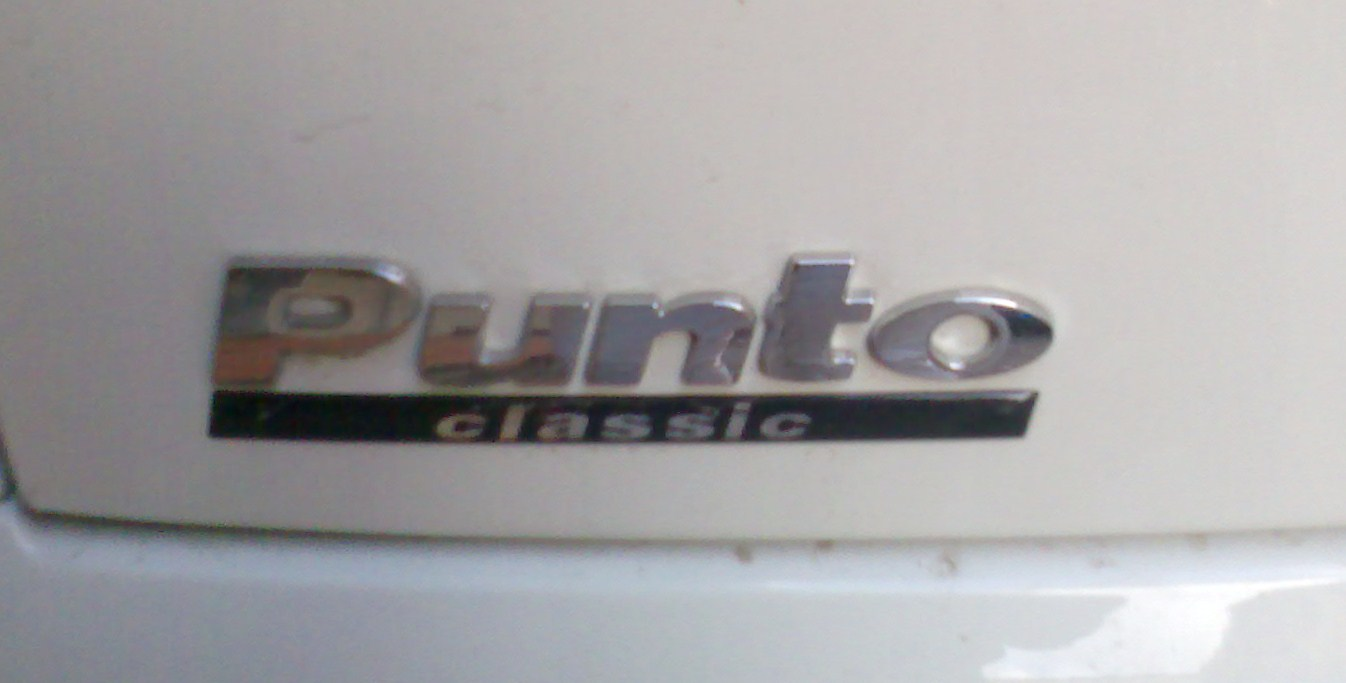
Fiat Punto II phase 2.1 (à partir de 2007).

## Finitions
Finitions de 1999 à 2005 : Punto, EL, ELX, HLX, Sporting, HGT.
Depuis 2005, seule la finition Cult est disponible (Cult II depuis 2006).

## La Fiat Punto II dans le monde
La Fiat Punto, qui est fabriquée dans la toute nouvelle usine de Melfi, qui a été construite pour cela, n'a jamais été fabriquée dans aucune autre usine Fiat dans le monde jusqu'à ce que Fiat SpA accepte de reprendre sa coopération avec le constructeur serbe Zastava, qui fut son associé depuis 1954, mais dont le gouvernement serbe, après le conflit des Balkans, n'avait pas soldé ses dettes avec Fiat.
Zastava a importé d'Italie et distribué en 2006 des Fiat Punto II sur le marché de l'ex-Yougoslavie jusqu'à ce que la restructuration de son usine de Kragujevac soit terminée pour permettre la construction du modèle localement. 
La ligne de montage automatisée qui utilise les composants italiens de COMAU, est dimensionnée pour 20 000 véhicules par an. La variante s'appelle Zastava Z10 by Fiat. Disponible uniquement en version 5 portes, elle dispose des moteurs Fiat FIRE essence 1 242 cm3 et diesel 1 248 cm3.
En mars 2009, après avoir finalisé le rachat du constructeur serbe, Fiat a renommé la Zastava Z.10 en Fiat Punto Classic. La fabrication a pris fin en décembre 2011.